# Choate Rosemary Hall

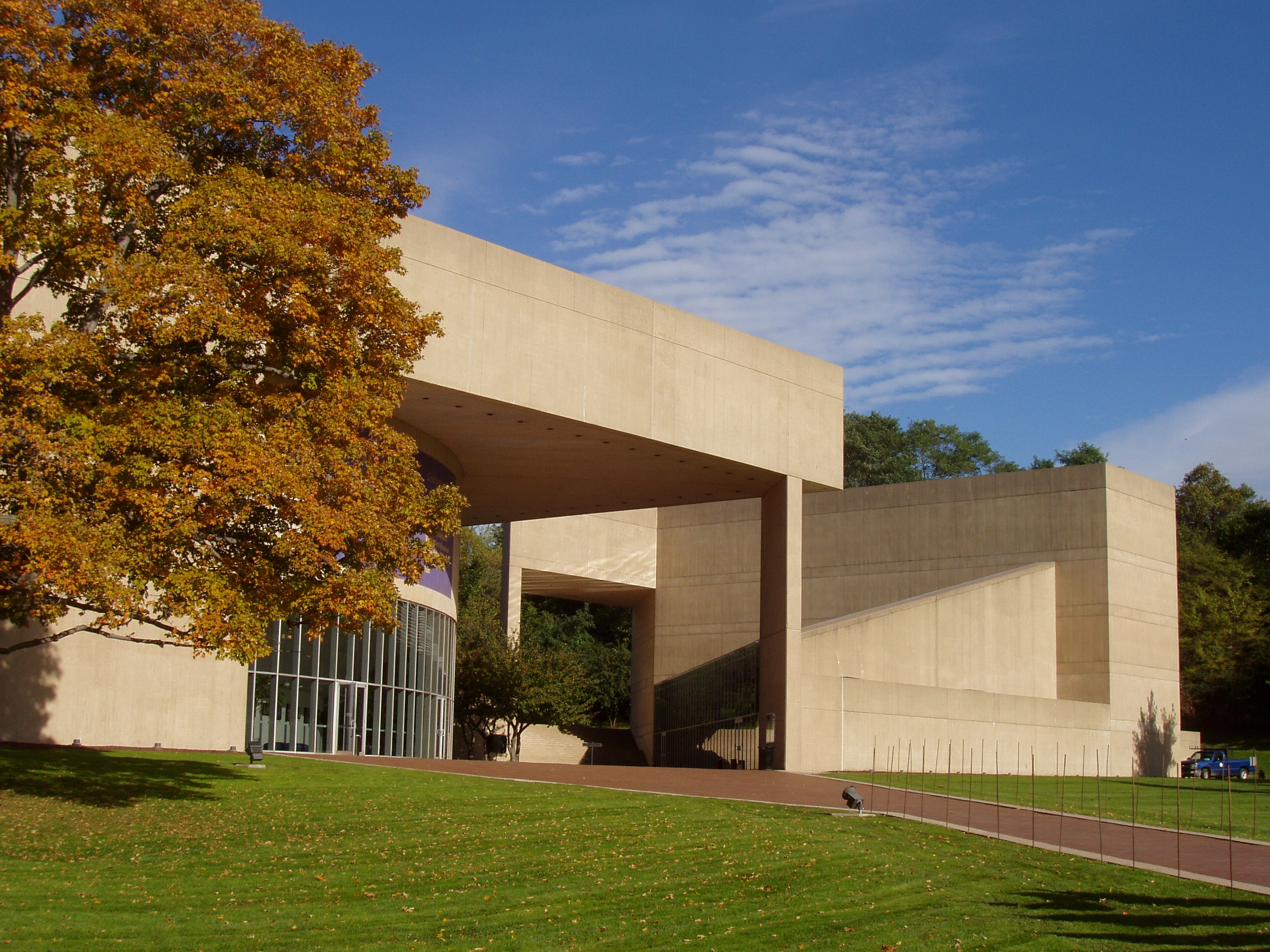
Il Paul Mellon Arts Center nella Choate Rosemary Hall.

Choate Rosemary Hall, o semplicemente Choate, è una scuola privata coeducativa per la preparazione universitaria e collegio con sede a 
Wallingford, nel Connecticut.
È nata dalla fusione, nel 1971, tra la Choate School (fondata nel 1896) e la Rosemary Hall (fondata nel 1890).
Tra gli ex allievi della Choate ci sono John Fitzgerald Kennedy, Adlai Stevenson, Edward Albee, John Dos Passos, Bett Icahn, Paul Mellon, Geoffrey Fletcher, Glenn Close, Michael Douglas, James Laughlin, Jamie Lee Curtis, Ivanka Trump o Paul Giamatti.
Il Paul Mellon Arts Center si trova nel suo campus.
Nell'aprile 2017, un'indagine ha rivelato che numerosi abusi sessuali su minori sono stati commessi nello stabilimento tra gli anni '60 e gli anni 2010.